# Kool-Aid

Logo von Kool-Aid

Kool-Aid ist ein Getränkepulverkonzentrat von Mondelēz International. 

## Geschichte
Kool-Aid wurde in den 1920er Jahren von Edwin Perkins in Hastings, Nebraska erfunden. Das Vorgänger-Produkt war ein Flüssigkonzentrat namens Fruit Smack. 1927 entdeckte Perkins die Möglichkeit, dem Konzentrat die Flüssigkeit zu entziehen, sodass ein Pulver entstand, das sich kostengünstiger transportieren und lagern ließ. Es erhielt den Namen Kool-Ade. Später wurde dieser Name aufgrund gesetzlicher Bestimmungen auf Kool-Aid geändert. 1931 verlagerte Perkins die Produktion nach Chicago, 1953 verkaufte er seine Perkins Products Company an General Foods.
Wegen seiner Herkunft wurde Kool-Aid später zum offiziellen Staatsgetränk von Nebraska. Jährlich finden in Hastings die Kool-Aid-Tage statt, auf denen es den größten Kool-Aid-Stand der Welt gibt.
Die Merry Pranksters versetzten bei ihren Acid-Tests Kool-Aid-Getränke mit LSD, was den Schriftsteller Tom Wolfe zu seinem Roman Electric Kool-Aid Acid-Test inspirierte.
Im englischsprachigen Raum wird der Ausdruck „drinking the Kool-Aid“ in Anspielung auf das Jonestown-Massaker meist als Metapher verwendet, die mit „blind auf eine Ideologie wegen Gruppenzwangs vertrauen“ übersetzt werden kann.

## Produkt
Kool-Aid ist ein Getränkepulver, dem natürliche und künstliche Aromen zugesetzt werden. Durch die Hinzugabe von Wasser und Zucker entsteht daraus ein Erfrischungsgetränk. Einige Varianten enthalten bereits Zucker oder Süßstoffe, sodass nur die Hinzugabe von Wasser notwendig ist.
Die Originalsorten sind:
- Kirsche
- Weintraube
- Zitronenlimonade
- Orange
- Himbeere
- Erdbeere

Heute gibt es eine sehr große Anzahl an verschiedenen Geschmacksrichtungen, wie beispielsweise
Tropical Punch, Black Cherry, Arctic Green Apple oder Berry Blue.

### Anderweitige Verwendung
Aufgrund der großen Menge an verwendeter Lebensmittelfarbe und des niedrigen Preises wird Kool-Aid auch zu anderen Zwecken verwendet; so ist es möglich, mit Kool-Aid Wolle, Seide oder Haare zu färben. Beispielsweise sollen Kurt Cobain und Pink vor einem Auftritt ihre Haare mit Kool-Aid behandelt haben.

## Vermarktung
Das Maskottchen von Kool-Aid ist ein gefüllter, anthropomorphisierter Saftkrug. Es wurde 1954 mit dem Namen Pitcher Man von einer New Yorker Werbeagentur erfunden und stellte seither ein Werbe- und Identifikationssymbol dar. Zudem sollte über die Werbeaussage, dass „für nur 5 Cent knapp zwei Liter Kool-Aid hergestellt werden können“, die Attraktivität gesteigert werden. So gelang es, die Bekanntheit und Beliebtheit deutlich zu steigern.
Nach der Übernahme von General Foods durch Kraft Foods bekam das Maskottchen im Jahre 1975 Arme und Füße und den Namen Kool-Aid Man. Mithilfe zahlreicher TV-Spots und Printanzeigen stieg auch das Maskottchen immer weiter in der Beliebtheit und wurde von Kindern zum beliebtesten Maskottchen einer Marke gewählt. Darüber hinaus ist es für seinen Slogan „Oh, yeah!“ bekannt. In den 1980er Jahren erschien Kool-Aid Man in verschiedenen Comics und Videospielen.
Auch heute ist Kool-Aid Man auf den Produkten zu sehen. Teils wurden zusätzlich zu den Getränkeprodukten auch Merchandisingprodukte angeboten. Kool-Aid Man ist auch öfter in der Cartoon-Serie Family Guy zu sehen, meist mit einem kurzen Auftritt, gefolgt vom Oh-yeah!-Slogan.
In neueren Werbungen ist Kool-Aid Man bekleidet. Meistens trägt er eine kurze Hose.